# خرغوس نيوزيلندي
خرغوس نيوزيلندي (الاسم العلمي:Caltha novae-zelandiae) هو نوع غير مؤكد من النباتات يتبع جنس الخرغوس من الفصيلة الحوذانية.